# حق‌وردیلر
حق‌وردیلر (به ترکی آذربایجانی: Haqverdilər) یک منطقهٔ مسکونی در جمهوری آذربایجان است که در شهرستان نفت‌چاله واقع شده‌است.